# Prowincja Tibissa
Prowincja Tibissa (arab. ولاية تبسة) – jedna z 48 prowincji Algierii, znajdująca się we wschodniej części kraju. 